# Nasser Al-Shamrani
Nasser Ali Al-Shamrani (in arabo ناصر الشمراني‎?; La Mecca, 23 novembre 1983) è un ex calciatore saudita, di ruolo attaccante.

## Carriera

### Club
Cresciuto nell'Al-Wahda, nella stagione 2003-2004 è stato inserito nella rosa della prima squadra ed ha fatto il proprio debutto nella Saudi Professional League. Nel febbraio 2006 si è trasferito in prestito all'Al-Shabab fino al termine della stagione. Terminato il prestito, è tornato all'Al-Wahda, con cui ha disputato la stagione 2006-2007, totalizzando 13 reti in 23 incontri disputati. Nel 2007 è tornato, stavolta a titolo definitivo, all'Al-Shabab. Ha militato nelle file del club bianconero per sei stagioni, totalizzando 182 presenze e 122 reti. Nel 2013 si è trasferito a titolo definitivo all'Al-Hilal. Ha militato nelle file del club biancoblu per tre stagioni, totalizzando 114 presenze e 68 reti. Il 18 gennaio 2017 si è trasferito in prestito all'Al-Ain fino al termine della stagione. Il 15 agosto 2017 è stato ufficializzato il suo ritorno all'Al-Shabab, club in cui aveva già militato fra il 2007 e il 2013. Ha militato nel club bianconero fino al febbraio 2019, totalizzando 13 reti in 44 incontri disputati. Il 19 febbraio 2019 si è trasferito all'Al-Ittihad. Nel luglio 2019 ha risolto il proprio contratto. Rimasto svincolato, il 9 marzo 2021 è stato ingaggiato dall'Al-Hidd, club bahreinita. Al termine della stagione ha concluso la propria carriera.

### Nazionale
Ha debuttato in Nazionale il 25 gennaio 2005, nell'amichevole Arabia Saudita-Tagikistan (3-0). Ha messo a segno la sua prima rete con la maglia della Nazionale il 29 gennaio 2005, nell'amichevole Arabia Saudita-Turkmenistan (1-0), siglando il gol vittoria al minuto 90. Ha partecipato, con la Nazionale, alla Coppa d'Asia 2007, 2011, 2015, alla Coppa del Golfo 2009, 2013, 2014. È sceso in campo, inoltre, nelle qualificazioni ai Mondiali 2006, 2010, 2014, 2018 e nelle qualificazioni alla Coppa d'Asia 2015. Ha collezionato in totale, con la maglia della Nazionale saudita, 79 presenze e 19 reti, risultando fra i calciatori col maggior numero di presenze e reti con la selezione saudita.

## Statistiche

### Presenze e reti nei club
| Stagione         | Squadra          | Campionato       | Campionato | Campionato | Coppe nazionali | Coppe nazionali | Coppe nazionali | Coppe continentali | Coppe continentali | Coppe continentali | Altre coppe | Altre coppe | Altre coppe | Totale | Totale |
| Stagione         | Squadra          | Comp             | Pres       | Reti       | Comp            | Pres            | Reti            | Comp               | Pres               | Reti               | Comp        | Pres        | Reti        | Pres   | Reti   |
| ---------------- | ---------------- | ---------------- | ---------- | ---------- | --------------- | --------------- | --------------- | ------------------ | ------------------ | ------------------ | ----------- | ----------- | ----------- | ------ | ------ |
| 2003-2004        | Al-Wahda         | SPL              | 16         | 2          | CPCS            | 1               | 0               | -                  | -                  | -                  | CPFBF       | 2           | 0           | 19     | 2      |
| 2004-2005        | Al-Wahda         | SPL              | 13         | 3          | CPCS            | 1               | 0               | -                  | -                  | -                  | CPFBF       | 4           | 2           | 18     | 5      |
| 2005-feb. 2006   | Al-Wahda         | SPL              | 9          | 4          | CPCS            | 4               | 0               | -                  | -                  | -                  | CPFBF       | 4           | 0           | 17     | 4      |
| Totale Al-Wahda  | Totale Al-Wahda  | Totale Al-Wahda  | 38         | 9          |                 | 6               | 0               |                    | -                  | -                  |             | 10          | 2           | 54     | 11     |
| feb.-giu. 2006   | Al-Shabab        | SPL              | 6          | 3          | CPCS            | 0               | 0               | AFCCL              | 5                  | 3                  | CPFBF       | 0           | 0           | 11     | 6      |
| 2006-2007        | Al-Wahda         | SPL              | 18         | 11         | CPCS            | 1               | 1               | -                  | -                  | -                  | CPFBF       | 4           | 1           | 23     | 13     |
| 2007-2008        | Al-Shabab        | SPL              | 19         | 18         | CRC+CPCS        | 5+4             | 7+1             | -                  | -                  | -                  | CPFBF       | 1           | 1           | 29     | 27     |
| 2008-2009        | Al-Shabab        | SPL              | 20         | 12         | CRC+CPCS        | 5+3             | 3+1             | AFCCL              | 7                  | 6                  | CPFBF       | 2           | 0           | 37     | 22     |
| 2009-2010        | Al-Shabab        | SPL              | 14         | 9          | CRC+CPCS        | 0+0             | 0+0             | AFCCL              | 4                  | 1                  | CPFBF       | 2           | 1           | 20     | 11     |
| 2010-2011        | Al-Shabab        | SPL              | 23         | 17         | CRC+CPCS        | 2+1             | 1+2             | AFCCL              | 7                  | 2                  | -           | -           | -           | 33     | 22     |
| 2011-2012        | Al-Shabab        | SPL              | 25         | 21         | CRC+CPCS        | 2+2             | 1+1             | -                  | -                  | -                  | -           | -           | -           | 29     | 23     |
| 2012-2013        | Al-Shabab        | SPL              | 22         | 10         | CRC+CPCS        | 3+1             | 3+1             | AFCCL              | 8                  | 3                  | -           | -           | -           | 34     | 17     |
| Totale Al-Shabab | Totale Al-Shabab | Totale Al-Shabab | 123        | 87         |                 | 17+11           | 15+6            |                    | 26                 | 12                 |             | 5           | 2           | 182    | 122    |
| 2013-2014        | Al-Hilal         | SPL              | 26         | 21         | CRC+CPCS        | 1+3             | 0+2             | AFCCL              | 13                 | 10                 | -           | -           | -           | 43     | 33     |
| 2014-2015        | Al-Hilal         | SPL              | 22         | 13         | CRC+CPCS        | 5+4             | 4+3             | AFCCL              | 3                  | 1                  | -           | -           | -           | 34     | 21     |
| 2015-2016        | Al-Hilal         | SPL              | 15         | 4          | CRC+CPCS        | 2+3             | 0+3             | AFCCL              | 1                  | 0                  | SCS+CPFBF   | 0+0         | 0+0         | 21     | 7      |
| 2016-gen. 2017   | Al-Hilal         | SPL              | 12         | 7          | CRC+CPCS        | 0+3             | 0+0             | AFCCL              | 0                  | 0                  | CPFBF       | 1           | 0           | 16     | 7      |
| Totale Al-Hilal  | Totale Al-Hilal  | Totale Al-Hilal  | 75         | 45         |                 | 8+13            | 4+8             |                    | 17                 | 11                 |             | 0+1         | 0+0         | 114    | 68     |
| gen.-giu. 2017   | Al-Ain           | LPEAU            | 10         | 8          | CPEAU           | 0               | 0               | AFCCL              | 5                  | 3                  | -           | -           | -           | 15     | 11     |
| 2017-2018        | Al-Shabab        | SPL              | 21         | 7          | CRC+CPCS        | 2+1             | 1+0             | -                  | -                  | -                  | -           | -           | -           | 24     | 8      |
| 2018-feb. 2019   | Al-Shabab        | SPL              | 18         | 5          | CRC             | 2               | 0               | -                  | -                  | -                  | -           | -           | -           | 20     | 5      |
| Totale Al-Shabab | Totale Al-Shabab | Totale Al-Shabab | 39         | 12         |                 | 4+1             | 1+0             |                    | -                  | -                  |             | -           | -           | 44     | 13     |
| feb.-giu. 2019   | Al-Ittihad       | SPL              | 2          | 0          | CRC             | 0               | 0               | AFCCL              | 5                  | 3                  | -           | -           | -           | 7      | 3      |
| mar.-giu. 2021   | Al-Hidd          | BPL              | 6          | 2          | CRB             | 1               | 2               | AFCC               | 2                  | 1                  | -           | -           | -           | 9      | 3      |
| Totale carriera  | Totale carriera  | Totale carriera  | 317        | 177        |                 | 62              | 37              |                    | 60                 | 33                 |             | 20          | 5           | 457    | 248    |

### Cronologia presenze e reti in nazionale
| Cronologia completa delle presenze e delle reti in nazionale ― Arabia Saudita | Cronologia completa delle presenze e delle reti in nazionale ― Arabia Saudita | Cronologia completa delle presenze e delle reti in nazionale ― Arabia Saudita | Cronologia completa delle presenze e delle reti in nazionale ― Arabia Saudita | Cronologia completa delle presenze e delle reti in nazionale ― Arabia Saudita | Cronologia completa delle presenze e delle reti in nazionale ― Arabia Saudita | Cronologia completa delle presenze e delle reti in nazionale ― Arabia Saudita | Cronologia completa delle presenze e delle reti in nazionale ― Arabia Saudita |
| Data                                                                          | Città                                                                         | In casa                                                                       | Risultato                                                                     | Ospiti                                                                        | Competizione                                                                  | Reti                                                                          | Note                                                                          |
| ----------------------------------------------------------------------------- | ----------------------------------------------------------------------------- | ----------------------------------------------------------------------------- | ----------------------------------------------------------------------------- | ----------------------------------------------------------------------------- | ----------------------------------------------------------------------------- | ----------------------------------------------------------------------------- | ----------------------------------------------------------------------------- |
| 25-1-2005                                                                     | Riyadh                                                                        | Arabia Saudita                                                                | 3 – 0                                                                         | Tagikistan                                                                    | Amichevole                                                                    | -                                                                             | 46’                                                                           |
| 29-1-2005                                                                     | Riyadh                                                                        | Arabia Saudita                                                                | 1 – 0                                                                         | Turkmenistan                                                                  | Amichevole                                                                    | 1                                                                             | 79’                                                                           |
| 2-2-2005                                                                      | Istanbul                                                                      | Arabia Saudita                                                                | 0 – 0                                                                         | Ungheria                                                                      | Amichevole                                                                    | -                                                                             | 63’                                                                           |
| 9-2-2005                                                                      | Tashkent                                                                      | Uzbekistan                                                                    | 1 – 1                                                                         | Arabia Saudita                                                                | Qual. Mondiali 2006                                                           | -                                                                             | 78’                                                                           |
| 14-3-2005                                                                     | Dammam                                                                        | Arabia Saudita                                                                | 0 – 1                                                                         | Egitto                                                                        | Amichevole                                                                    | -                                                                             | 75’                                                                           |
| 25-3-2005                                                                     | Dammam                                                                        | Arabia Saudita                                                                | 2 – 0                                                                         | Corea del Sud                                                                 | Qual. Mondiali 2006                                                           | -                                                                             | 88’                                                                           |
| 30-3-2005                                                                     | Kuwait City                                                                   | Kuwait                                                                        | 0 – 0                                                                         | Arabia Saudita                                                                | Qual. Mondiali 2006                                                           | -                                                                             | 90’                                                                           |
| 24-6-2007                                                                     | Singapore                                                                     | Emirati Arabi Uniti                                                           | 0 – 2                                                                         | Arabia Saudita                                                                | Amichevole                                                                    | -                                                                             | 77’                                                                           |
| 1-7-2007                                                                      | Jurong                                                                        | Oman                                                                          | 1 – 1 (3 - 1 dtr)                                                             | Arabia Saudita                                                                | Amichevole                                                                    | -                                                                             |                                                                               |
| 2-11-2007                                                                     | Riyadh                                                                        | Arabia Saudita                                                                | 1 – 0                                                                         | Namibia                                                                       | Amichevole                                                                    | -                                                                             |                                                                               |
| 30-1-2008                                                                     | Riyadh                                                                        | Arabia Saudita                                                                | 2 – 1                                                                         | Lussemburgo                                                                   | Amichevole                                                                    | -                                                                             | 78’                                                                           |
| 24-5-2008                                                                     | Riyadh                                                                        | Arabia Saudita                                                                | 1 – 0                                                                         | Siria                                                                         | Amichevole                                                                    | -                                                                             | 85’                                                                           |
| 7-6-2008                                                                      | Riyadh                                                                        | Libano                                                                        | 1 – 2                                                                         | Arabia Saudita                                                                | Qual. Mondiali 2010                                                           | -                                                                             |                                                                               |
| 20-8-2008                                                                     | Nyon                                                                          | Paraguay                                                                      | 1 – 1                                                                         | Arabia Saudita                                                                | Amichevole                                                                    | -                                                                             | 46’                                                                           |
| 23-12-2008                                                                    | Manama                                                                        | Bahrein                                                                       | 1 – 0                                                                         | Arabia Saudita                                                                | Amichevole                                                                    | -                                                                             | 46’                                                                           |
| 27-12-2008                                                                    | Dammam                                                                        | Arabia Saudita                                                                | 1 – 1                                                                         | Siria                                                                         | Amichevole                                                                    | -                                                                             | 82’                                                                           |
| 5-1-2009                                                                      | Mascate                                                                       | Arabia Saudita                                                                | 0 – 0                                                                         | Qatar                                                                         | Coppa del Golfo 2009 - Gironi                                                 | -                                                                             | 65’                                                                           |
| 8-1-2009                                                                      | Mascate                                                                       | Arabia Saudita                                                                | 6 – 0                                                                         | Yemen                                                                         | Coppa del Golfo 2009 - Gironi                                                 | -                                                                             |                                                                               |
| 5-2-2009                                                                      | Sendai                                                                        | Arabia Saudita                                                                | 2 – 1                                                                         | Arabia Saudita                                                                | Amichevole                                                                    | -                                                                             |                                                                               |
| 22-3-2009                                                                     | Riyadh                                                                        | Arabia Saudita                                                                | 0 – 0                                                                         | Iraq                                                                          | Amichevole                                                                    | -                                                                             | 46’                                                                           |
| 28-3-2009                                                                     | Teheran                                                                       | Iran                                                                          | 1 – 2                                                                         | Arabia Saudita                                                                | Qual. Mondiali 2010                                                           | -                                                                             | 73’                                                                           |
| 1-4-2009                                                                      | Riyadh                                                                        | Arabia Saudita                                                                | 3 – 2                                                                         | Emirati Arabi Uniti                                                           | Qual. Mondiali 2010                                                           | -                                                                             | 61’                                                                           |
| 4-6-2009                                                                      | Tianjin                                                                       | Cina                                                                          | 1 – 4                                                                         | Arabia Saudita                                                                | Amichevole                                                                    | -                                                                             | 60’                                                                           |
| 10-6-2009                                                                     | Seul                                                                          | Corea del Sud                                                                 | 0 – 0                                                                         | Arabia Saudita                                                                | Qual. Mondiali 2010                                                           | -                                                                             | 68’                                                                           |
| 17-6-2009                                                                     | Riyadh                                                                        | Arabia Saudita                                                                | 0 – 0                                                                         | Corea del Nord                                                                | Qual. Mondiali 2010                                                           | -                                                                             | 86’                                                                           |
| 12-8-2009                                                                     | Salalah                                                                       | Oman                                                                          | 2 – 1                                                                         | Arabia Saudita                                                                | Amichevole                                                                    | 1                                                                             |                                                                               |
| 30-8-2009                                                                     | Dammam                                                                        | Arabia Saudita                                                                | 2 – 1                                                                         | Malaysia                                                                      | Amichevole                                                                    | -                                                                             |                                                                               |
| 5-9-2009                                                                      | Manama                                                                        | Bahrein                                                                       | 0 – 0                                                                         | Arabia Saudita                                                                | Qual. Mondiali 2010                                                           | -                                                                             | 65’                                                                           |
| 9-9-2009                                                                      | Riyadh                                                                        | Arabia Saudita                                                                | 2 – 2                                                                         | Bahrein                                                                       | Qual. Mondiali 2010                                                           | 1                                                                             |                                                                               |
| 14-10-2009                                                                    | Radès                                                                         | Tunisia                                                                       | 0 – 1                                                                         | Arabia Saudita                                                                | Amichevole                                                                    | 1                                                                             | 76’                                                                           |
| 14-11-2009                                                                    | Khobar                                                                        | Arabia Saudita                                                                | 1 – 1                                                                         | Bielorussia                                                                   | Amichevole                                                                    | 1                                                                             | 87’                                                                           |
| 17-11-2010                                                                    | Riyadh                                                                        | Arabia Saudita                                                                | 0 – 0                                                                         | Ghana                                                                         | Amichevole                                                                    | -                                                                             | 76’                                                                           |
| 28-12-2010                                                                    | Dammam                                                                        | Arabia Saudita                                                                | 0 – 1                                                                         | Iraq                                                                          | Amichevole                                                                    | -                                                                             | 67’                                                                           |
| 31-12-2010                                                                    | Manama                                                                        | Bahrein                                                                       | 0 – 1                                                                         | Arabia Saudita                                                                | Amichevole                                                                    | -                                                                             | 69’                                                                           |
| 4-1-2011                                                                      | Dammam                                                                        | Arabia Saudita                                                                | 0 – 0                                                                         | Angola                                                                        | Amichevole                                                                    | -                                                                             | 63’                                                                           |
| 9-1-2011                                                                      | Al Rayyan                                                                     | Arabia Saudita                                                                | 1 – 2                                                                         | Siria                                                                         | Coppa d'Asia 2011 - Gironi                                                    | -                                                                             | 57’                                                                           |
| 13-1-2011                                                                     | Al Rayyan                                                                     | Giordania                                                                     | 1 – 0                                                                         | Arabia Saudita                                                                | Coppa d'Asia 2011                                                             | -                                                                             | 46’                                                                           |
| 13-7-2011                                                                     | Amman                                                                         | Giordania                                                                     | 1 – 1 (3 - 4 dtr)                                                             | Arabia Saudita                                                                | Amichevole                                                                    | 1                                                                             |                                                                               |
| 16-7-2011                                                                     | Amman                                                                         | Kuwait                                                                        | 1 – 0                                                                         | Arabia Saudita                                                                | Amichevole                                                                    | -                                                                             |                                                                               |
| 23-7-2011                                                                     | Dammam                                                                        | Arabia Saudita                                                                | 3 – 0                                                                         | Hong Kong                                                                     | Qual. Mondiali 2014                                                           | 2                                                                             |                                                                               |
| 28-7-2011                                                                     | Hong Kong                                                                     | Hong Kong                                                                     | 0 – 5                                                                         | Arabia Saudita                                                                | Qual. Mondiali 2014                                                           | 1                                                                             | 3’                                                                            |
| 2-9-2011                                                                      | Seeb                                                                          | Oman                                                                          | 0 – 0                                                                         | Arabia Saudita                                                                | Qual. Mondiali 2014                                                           | -                                                                             | 81’                                                                           |
| 6-9-2011                                                                      | Dammam                                                                        | Arabia Saudita                                                                | 1 – 3                                                                         | Australia                                                                     | Qual. Mondiali 2014                                                           | 1                                                                             | 60’                                                                           |
| 7-10-2011                                                                     | Shah Alam                                                                     | Indonesia                                                                     | 0 – 0                                                                         | Arabia Saudita                                                                | Amichevole                                                                    | -                                                                             |                                                                               |
| 11-10-2011                                                                    | Bangkok                                                                       | Thailandia                                                                    | 0 – 0                                                                         | Arabia Saudita                                                                | Qual. Mondiali 2014                                                           | -                                                                             | 57’ 65’                                                                       |
| 11-11-2011                                                                    | Riyadh                                                                        | Arabia Saudita                                                                | 3 – 0                                                                         | Thailandia                                                                    | Qual. Mondiali 2014                                                           | -                                                                             | 56’                                                                           |
| 15-11-2011                                                                    | Riyadh                                                                        | Arabia Saudita                                                                | 0 – 0                                                                         | Oman                                                                          | Qual. Mondiali 2014                                                           | -                                                                             | 53’                                                                           |
| 29-2-2012                                                                     | Melbourne                                                                     | Australia                                                                     | 4 – 2                                                                         | Arabia Saudita                                                                | Qual. Mondiali 2014                                                           | 1                                                                             | 65’ 73’                                                                       |
| 7-9-2012                                                                      | Pontevedra                                                                    | Spagna                                                                        | 5 – 0                                                                         | Arabia Saudita                                                                | Amichevole                                                                    | -                                                                             | 77’                                                                           |
| 11-9-2012                                                                     | Beauvais                                                                      | Gabon                                                                         | 1 – 0                                                                         | Arabia Saudita                                                                | Amichevole                                                                    | -                                                                             |                                                                               |
| 14-11-2012                                                                    | Riyadh                                                                        | Arabia Saudita                                                                | 0 – 0                                                                         | Argentina                                                                     | Amichevole                                                                    | -                                                                             | 59’                                                                           |
| 6-1-2013                                                                      | Madinat 'Isa                                                                  | Arabia Saudita                                                                | 0 – 2                                                                         | Iraq                                                                          | Coppa del Golfo 2013 - Gironi                                                 | -                                                                             |                                                                               |
| 9-1-2013                                                                      | Madinat 'Isa                                                                  | Yemen                                                                         | 0 – 2                                                                         | Arabia Saudita                                                                | Coppa del Golfo 2013 - Gironi                                                 | -                                                                             | 55’ 70’                                                                       |
| 12-1-2013                                                                     | Manama                                                                        | Kuwait                                                                        | 1 – 0                                                                         | Arabia Saudita                                                                | Coppa del Golfo 2013 - Gironi                                                 | -                                                                             | 46’                                                                           |
| 6-2-2013                                                                      | Dammam                                                                        | Arabia Saudita                                                                | 2 – 1                                                                         | Cina                                                                          | Qual. Coppa d'Asia 2015                                                       | -                                                                             | 65’                                                                           |
| 15-10-2013                                                                    | Amman                                                                         | Iraq                                                                          | 0 – 2                                                                         | Arabia Saudita                                                                | Qual. Coppa d'Asia 2015                                                       | 1                                                                             | 83’                                                                           |
| 15-11-2013                                                                    | Dammam                                                                        | Arabia Saudita                                                                | 2 – 1                                                                         | Iraq                                                                          | Qual. Coppa d'Asia 2015                                                       | 1                                                                             | 90+2’                                                                         |
| 19-11-2013                                                                    | Xian                                                                          | Cina                                                                          | 0 – 0                                                                         | Arabia Saudita                                                                | Qual. Coppa d'Asia 2015                                                       | -                                                                             | 75’ 90+2’                                                                     |
| 5-3-2014                                                                      | Dammam                                                                        | Arabia Saudita                                                                | 1 – 0                                                                         | Indonesia                                                                     | Qual. Coppa d'Asia 2015                                                       | -                                                                             |                                                                               |
| 24-5-2014                                                                     | Jerez de la Frontera                                                          | Arabia Saudita                                                                | 0 – 4                                                                         | Moldavia                                                                      | Amichevole                                                                    | -                                                                             | 64’                                                                           |
| 29-5-2014                                                                     | Jerez de la Frontera                                                          | Arabia Saudita                                                                | 0 – 2                                                                         | Georgia                                                                       | Amichevole                                                                    | -                                                                             | 73’                                                                           |
| 8-9-2014                                                                      | Londra                                                                        | Arabia Saudita                                                                | 2 – 3                                                                         | Australia                                                                     | Amichevole                                                                    | -                                                                             | 55’                                                                           |
| 10-10-2014                                                                    | Gedda                                                                         | Arabia Saudita                                                                | 1 – 1                                                                         | Uruguay                                                                       | Amichevole                                                                    | -                                                                             | 75’                                                                           |
| 13-11-2014                                                                    | Riyadh                                                                        | Arabia Saudita                                                                | 1 – 1                                                                         | Qatar                                                                         | Coppa del Golfo 2014 - Gironi                                                 | -                                                                             |                                                                               |
| 16-11-2014                                                                    | Riyadh                                                                        | Arabia Saudita                                                                | 3 – 0                                                                         | Bahrein                                                                       | Coppa del Golfo 2014 - Gironi                                                 | 1                                                                             | 72’                                                                           |
| 19-11-2014                                                                    | Riyadh                                                                        | Arabia Saudita                                                                | 1 – 0                                                                         | Yemen                                                                         | Coppa del Golfo 2014 - Gironi                                                 | -                                                                             | 70’                                                                           |
| 23-11-2014                                                                    | Riyadh                                                                        | Arabia Saudita                                                                | 3 – 2                                                                         | Emirati Arabi Uniti                                                           | Coppa del Golfo 2014 - Semifinali                                             | 1                                                                             |                                                                               |
| 26-11-2014                                                                    | Riyadh                                                                        | Arabia Saudita                                                                | 1 – 2                                                                         | Qatar                                                                         | Coppa del Golfo 2014 - Finale                                                 | -                                                                             | 71’                                                                           |
| 30-12-2014                                                                    | Geelong                                                                       | Bahrein                                                                       | 4 – 1                                                                         | Arabia Saudita                                                                | Amichevole                                                                    | -                                                                             | 70’                                                                           |
| 4-1-2015                                                                      | Parramatta                                                                    | Arabia Saudita                                                                | 0 – 2                                                                         | Corea del Sud                                                                 | Amichevole                                                                    | -                                                                             |                                                                               |
| 9-11-2015                                                                     | Amman                                                                         | Palestina                                                                     | 0 – 0                                                                         | Arabia Saudita                                                                | Qual. Mondiali 2018                                                           | -                                                                             | 22’                                                                           |
| 6-10-2016                                                                     | Gedda                                                                         | Arabia Saudita                                                                | 2 – 2                                                                         | Australia                                                                     | Qual. Mondiali 2018                                                           | 1                                                                             | 54’                                                                           |
| 11-10-2016                                                                    | Gedda                                                                         | Arabia Saudita                                                                | 3 – 0                                                                         | Emirati Arabi Uniti                                                           | Qual. Mondiali 2018                                                           | -                                                                             | 66’                                                                           |
| 15-11-2016                                                                    | Saitama                                                                       | Giappone                                                                      | 2 – 1                                                                         | Arabia Saudita                                                                | Qual. Mondiali 2018                                                           | -                                                                             | 79’ 90+3’                                                                     |
| 10-1-2017                                                                     | Abu Dhabi                                                                     | Arabia Saudita                                                                | 0 – 0                                                                         | Slovenia                                                                      | Amichevole                                                                    | -                                                                             | 58’                                                                           |
| 14-1-2017                                                                     | Abu Dhabi                                                                     | Cambogia                                                                      | 2 – 7                                                                         | Arabia Saudita                                                                | Amichevole                                                                    | 3                                                                             |                                                                               |
| 28-3-2017                                                                     | Gedda                                                                         | Arabia Saudita                                                                | 1 – 0                                                                         | Iraq                                                                          | Qual. Mondiali 2018                                                           | -                                                                             | 75’                                                                           |
| 29-8-2017                                                                     | Al-Ain                                                                        | Emirati Arabi Uniti                                                           | 2 – 1                                                                         | Arabia Saudita                                                                | Qual. Mondiali 2018                                                           | -                                                                             | 81’                                                                           |
| 28-2-2018                                                                     | Basra                                                                         | Iraq                                                                          | 4 – 1                                                                         | Arabia Saudita                                                                | Amichevole                                                                    | -                                                                             | 55’                                                                           |
| Totale                                                                        |                                                                               | Presenze                                                                      | 79                                                                            |                                                                               | Reti                                                                          | 19                                                                            |                                                                               |

## Palmarès

### Club

#### Competizioni nazionali
- Campionato saudita di calcio: 2

Al-Shabab: 2005-2006, 2011-2012
- Coppa del Re dei Campioni: 3

Al-Shabab: 2007-2008, 2008-2009
Al-Hilal: 2014-2015
- Coppa Principe Faisal Bin Fahad: 3

Al-Shabab: 2008-2009, 2009-2010, 2010-2011
- Supercoppa saudita: 1

Al-Hilal: 2015

### Individuale
- Calciatore asiatico dell'anno: 1

2014
- Capocannoniere della Lega saudita professionistica: 5

2007-2008, 2008-2009, 2010-2011, 2011-2012, 2013-2014